# 丽江南星
丽江南星（学名：Arisaema lichiangense）为天南星科天南星属的植物，为中国的特有植物。分布于中国的云南、四川等地，生长于海拔2,400米至3,000米的地区，常生于山坡松林或沟谷杂木林下。